# Vol Bangkok Airways 266
Le vol Bangkok Airways 266 est un vol intérieur régulier de passagers, assuré par un ATR 72 de la compagnie Bangkok Airways et reliant l'aéroport de Krabi à l'aéroport international de Ko Samui, en Thaïlande. Le 4 août 2009, l'avion a dérapé hors de la piste lors de l'atterrissage, et s'est écrasé contre l'ancienne tour de contrôle de l'aéroport. Un des pilotes est mort et 41 autres personnes ont été blessées dans l'accident.

## Avion
L'appareil impliqué est un ATR 72-500, immatriculé HS-PGL, qui a effectué son premier vol le 6 juin 2001, avec comme immatriculation F-WWER. Il est ensuite entré en service chez Bangkok Airways le 16 juillet de cette année, réenregistré HS-PGL. Le 29 mai 2006, il est entré en service chez Siem Reap Airways International, avant de retourner chez Bangkok Airways le 7 janvier 2009, après que Siem Reap Airways International a cesser ses activités. Au moment de l'accident, il totalise environ 20 000 heures de vol.

## Accident
L'avion assurant le vol 266 a dérapé hors de la piste et heurté une vieille tour de contrôle de l'aéroport international de Ko Samui, qui servait de poste de lutte contre les incendies. L'accident s'est produit vers 14h15, heure locale. Le commandant de bord a été tué dans le crash, lorsque le cockpit de l'avion s'est écrasé contre le bâtiment. Le copilote, coincé dans l'épave l'avion pendant plus de deux heures, a été parmi les dernières personnes évacués de l'avion sinistré.
Parmi les blessés graves figurent quatre passagers, dont deux Britanniques, un Italien et un Suisse qui ont eu les jambes cassées, tandis que deux autres Britanniques ont subi des blessures moins graves. Le copilote a également été blessé à la jambe. Au total, 41 personnes ont été blessées.
Au moment de l'accident, le METAR en vigueur pour l'aéroport de Samui, émis à 07h00, indique un vent à 15 nœuds (28 km/h), direction 290°, ainsi qu'une visibilité de 5,6 milles (9 km). Il indique également quelques nuages à une altitude de 2 000 pieds (610 m), des nuages épars à 12 000 pieds (3 700 m), et des nuages fragmentés à 30 000 pieds (9 100 m), une température au sol de 31 °C, un point de rosée de 25 °C, un QNH de 1007 millibars, et la présence de cumulonimbus au nord-ouest de l'aéroport.

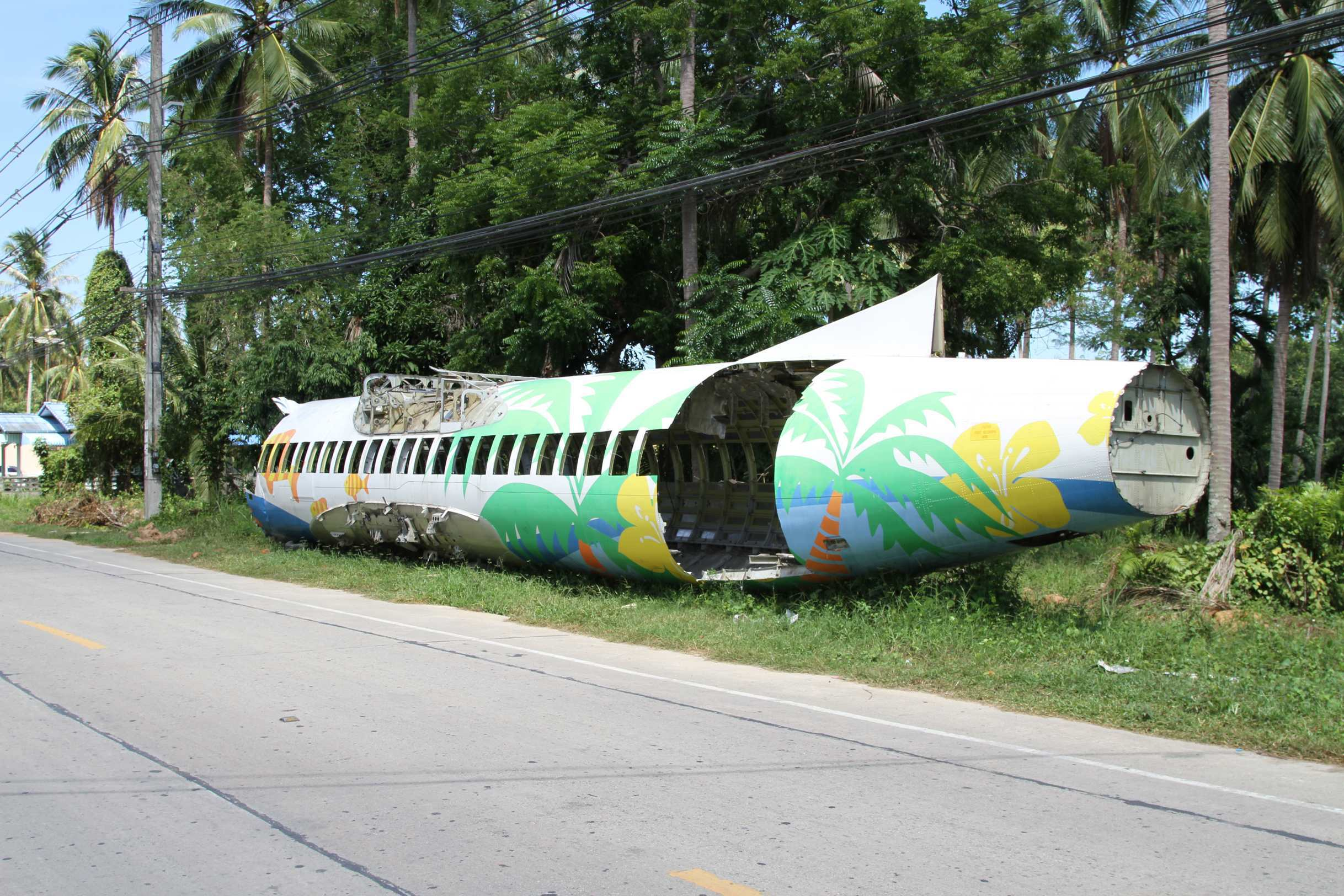
Le fuselage de l'ATR 72 impliqué, ici en août 2013.

Après l'accident, le fuselage de l'avion a passé quelques années sur le bord des routes dans différentes parties de Ko Samui, avant d'être coulé en octobre 2013 dans le cadre du projet du récif artificiel de Majcha Air Samui.